# Grande Sanguinaire
Grande Sanguinaire, auch Mezu Mare, ist eine zu Frankreich gehörende unbewohnte Insel im Mittelmeer.

## Lage

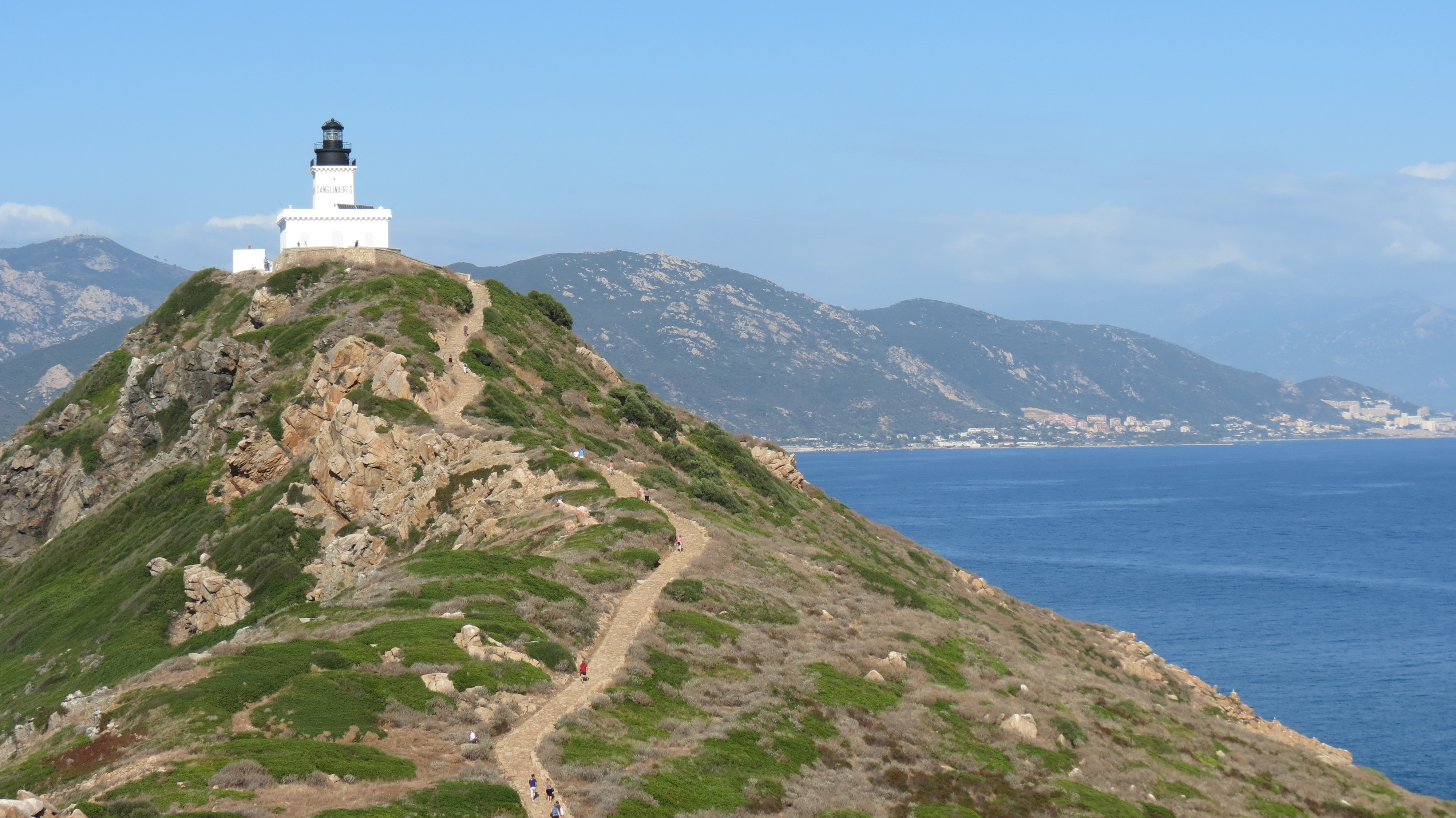
Leuchtturm, 2013

Sie liegt etwa 1,6 Kilometer vor der Westküste Korsikas und gehört zum Gebiet der Stadt Ajaccio. Grande Sanguinaire besteht aus rotem Porphyrgestein und ist die größte Insel der Inselgruppe Îles Sanguinaires. Sie markiert den nördlichen Rand des Golf von Ajaccio. Die Insel hat eine Fläche von 32 Hektar und erstreckt sich von Südwesten nach Nordosten über etwa 1,3 Kilometer bei einer Breite von bis zu etwa 500 Metern. Die maximale Höhe beträgt 82 Meter. Nur wenige Meter vor der Nordostspitze der Insel liegt die kleine Insel Îlot de Cala d’Alga. Grand Sanguinaire ist als Naturschutzgebiet ausgewiesen.
Auf der Insel befindet sich ein historischer Wachturm und der Leuchtturm Phare des Îles Sanguinaires. Im Südosten der Insel gibt es einen Bootsanleger, von dem ein gepflasterter Weg zum Leuchtturm führt.

## Geschichte

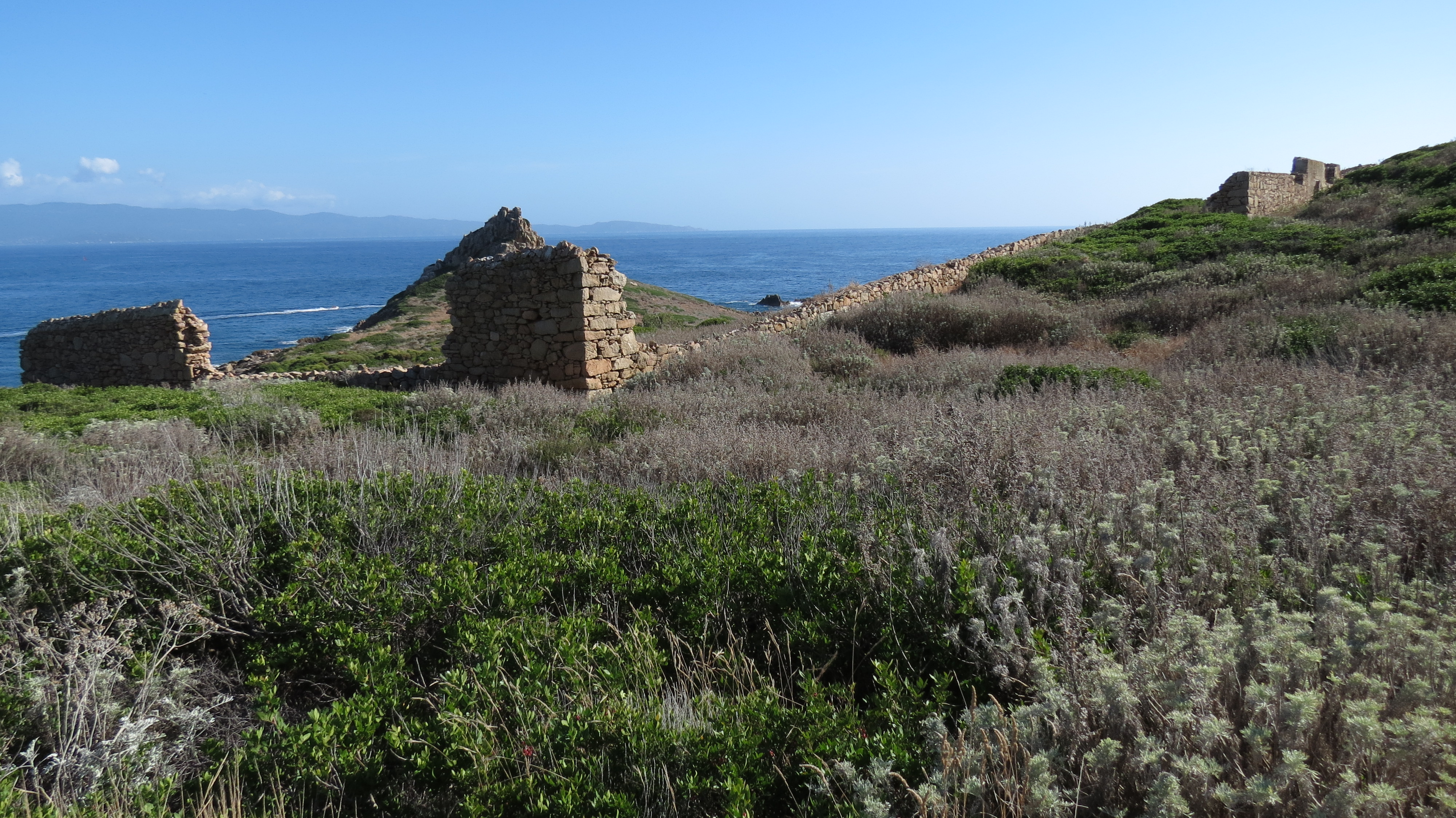
Ruinen des Lazaretts, 2013

Die Insel befand sich im Besitz der aus Ligurien stammenden Familie Ponte, die im 16. Jahrhundert Obstbäume und Weinreben anbaute. Der noch heute erhaltene Wachturm ist erstmals auf einer Karte von 1770 verzeichnet. Auf der Insel wurde 1802, auf Befehl Napoleon Bonapartes, ein Quarantänelazarett eingerichtet. Seeleute mussten dort zunächst in Quarantäne leben, bis sie Korsika betreten durften. Nach 1816 ging die Bedeutung des Lazaretts zurück. 1847 wurde in Ajaccio ein neues Lazarett errichtet. Die Reste einer ein Fünfeck bildenden Mauer nahe dem Bootsanleger auf Grande Sanguinaire gehen auf das Lazarett zurück.
1844 wurde nach vierjähriger Bauzeit der Leuchtturm in Betrieb genommen. Er entstand auf dem höchsten Punkt der Insel am Standort eines im Jahr 1590 erbauten Genueserturms Sanguinare di Fuori. 1985 wurde der Leuchtturm auf automatischen Betrieb umgestellt.
Im 19. Jahrhundert hielt sich eine Zeitlang der französische Dichter Alphonse Daudet auf der Insel auf, der dies in seinem Werk Briefe aus meiner Mühle verarbeitete. 1997 drehte der Regisseur Laurent Cantet auf der Insel den Film Freiwillig verbannt.

## Flora und Fauna
Grand Sanguinaire ist Heimat von etwa 150 Tier- und Pflanzenarten, darunter Vögel wie die Mittelmeermöwe und der Sturmtaucher. An Pflanzen finden sich unter anderem Drachenmaul-Aasblume, Färberröte, Stechwinde und Übelriechende Schwertlilie.